# Mia Marin
Karin Mia Marine, även Mia Marin, född Gustafsson 23 februari 1980 i Gunnarskogs församling, Värmlands län, är en svensk folkmusiker som spelar fiol och sjunger. Sedan årsskiftet 2019/2020 uppträder hon under namnet Mia Marine.

## Biografi
Marine är utbildad vid Kungliga Musikhögskolan i Stockholm samt Musikkonservatoriet Falun. 
Hon har under många år som frilans medverkat i olika grupper och konstellationer med fiol och sång. Hennes repertoar innehåller både traditionell musik, tidig musik och nutida verk med fokus på den värmländska traditionen men även låtar från olika delar av Norge, Gästrikland och Uppland.
Tillsammans med gruppen Bowing 9 gav hon 2011 ut albumet Force Majeure som tillkommit med kompositionsstöd från Kulturrådet. Gruppen beskrivs av en recensent som "inte en klassisk kammarorkester som leker folkmusik, inte heller drillande spelmän som försöker klämma in sig i frack, utan helt enkelt en alldeles egen sort, som själva presenterar sig som Sveriges första folkstråkorkester".
Hon medverkar på Lena Willemarks "Blåferdi", ett gränsöverskridande samarbete med stråkkvartett och slagverkaren Tina Quarteys som recensenten ger etiketten "världsmusik", med texter på älvdalsmål och influenser från många delar av världen.
Hon har medverkat i grupper och musikaliska projekt som: Marine & Roswall, Marin/Marin (med Mikael Marin, viola), MP3 (Marine/Perez trio), Södling Sessions, NID,  och Ulrika Bodén Band. Hon har spelat med bland andra Sofia Karlsson, Anders Berglund, Unni Boksasp Ensemble, Esbjörn Hazelius, Sven Ahlbäck & Susanne Rosenberg. 
Under 2013–2014 medverkade hon som musiker och arrangör på Mats Eks uppsättning av Utvandrarna på Dramaten i Stockholm. 
Marine undervisar på Högskolan för Scen och Musik i Göteborg (Artisten) och på Malungs folkhögskola, och är även verksam som kompositör, pedagog samt fotograf.

## Diskografi

### Album
- 2006 – [ni:d] (Academus)
- 2007 – MP3 (Mattias Péres Trio, Nordic Tradition)
- 2008 – Mot Hagsätra (med Mikael Marin, Dimma Sweden 2008)
- 2008 – Brev till en vän (Môra-Per)
- 2008 – Sånger för vägen (Bengt Johansson)
- 2010 – Värmlands nations kör (Mia Marin, fiol; Alexander Öberg, dirigent, Värmlands nation, Uppsala)
- 2011 – Småfolket (Marin/Marin, Dimma Sweden)
- 2011 – Force majeure (Bowing 9, Dimma Sweden)
- 2012 – Dansa! Dansa! (MP3, Egen utgivning)
- 2013 – Kärlekssånger (Ulrika Bodén Band, Mahogny Records)
- 2013 – Skuggspel (Marin/Marin, Dimma Sweden)
- 2013 – Lång väg hem (Malin Foxdal)
- 2013 – Homecoming Queen (NID, Playing with Music)
- 2016 – Blåferdi (Lena Willemark)
- 2016 – Allt för vår ljusa stjärna (Ymna och NID)
- 2016 – Tiden (Marin/Marin)
- 2016 – Guldvingen (MP3)
- 2017 – Till Tranland (Jonas Simonson)
- 2018 – Med lust och fägring stor (Ymna och Mia Marin)
- 2022 – Södling sessions (Ulrika Gunnarsson, Mia Marine, Tina Quartey)

### Singlar
- 2012 – Singular (NID, singel med tre låtar, Playing with Music)